# HMS Hardy (R08)
HMS Hardy (R08) là một tàu khu trục lớp V, là soái hạm khu trục dẫn đầu Chi hạm đội Khẩn cấp Chiến tranh 8, được Hải quân Hoàng gia Anh Quốc chế tạo trong Chương trình Khẩn cấp Chiến tranh để phục vụ trong Chiến tranh Thế giới thứ hai. Hardy có thời gian hoạt động ngắn ngủi, khi bị tàu ngầm Đức U-278 đánh chìm năm 1944.

## Thiết kế và chế tạo
Hardy được chế tạo tại xưởng tàu của hãng John Brown & Company ở Clydebank, và được đặt lườn vào ngày 14 tháng 5 năm 1942. Nó được hạ thủy vào ngày 18 tháng 3 năm 1943 và nhập biên chế cùng Hải quân Hoàng gia vào ngày 14 tháng 8 năm 1943.

## Lịch sử hoạt động
Hardy bị tàu ngầm Đức U-278 đánh hỏng vào ngày 30 tháng 1 năm 1944, và sau đó bị tàu chị em HMS Venus đánh đắm.